# Cydosia imitella
Cydosia imitella là một loài bướm đêm trong họ Erebidae.